# Jellyfish (groupe)
Pour les articles homonymes, voir Jellyfish.
Jellyfish est un groupe américain de power pop, originaire de San Francisco, en Californie, actif entre 1989 et 1994. Andy Sturmer (batterie, chant) et Roger Manning (clavier et autres instruments) lancent le projet en 1989 après la rupture d'avec leur précédent groupe Beatnik Beatch. Chris Manning (basse) et Jason Falkner (guitare, basse) quittent le groupe après la sortie du premier album Bellybutton.
Après le recrutement de Tim Smith et d'autres musiciens pour faire face à ces départs, le deuxième album Spilt Milk voit finalement le jour au terme d'une longue préparation. De grandissantes différences de points de vue artistiques entre les deux fondateurs causèrent la séparation du groupe. Chacun des membres rejoint ensuite d'autres groupes ou entamé une carrière solo, comme Jason Falkner.

## Histoire

### Formation
Au début des années 1980, alors qu'ils fréquentent le lycée Amador Valley à Pleasanton, en Californie, Andy Sturmer et Roger Manning se rencontrent et se rapprochent par leur amour du jazz. Plus tard dans la décennie, ils rejoignent Beatnik Beatch, un groupe dirigé par Chris Ketner. Sturmer est le batteur, chanteur et compositeur du groupe, tandis que Manning en est le claviériste. Le duo commence rapidement à collaborer l'un avec l'autre, écrivant des compositions qui étaient stylistiquement différentes des chansons que le groupe produisait à l'époque. En parallèle, les deux écrivent aussi brièvement des jingles publicitaires pour des entreprises telles que Montana Hawk Shooting Range et Shutterbug Camera Store. En août 1989, un an après la sortie du premier album éponyme de Beatnik Beatch chez Atlantic Records, Manning et Sturmer quittent le groupe pour continuer à composer ensemble. À ce moment-là, ils sont toujours signés chez Atlantic Records, mais ils sont de plus en plus mécontents du manque d'intérêt du label pour leur nouveau projet. Leur seul défenseur au sein du label est John S. Carter, le responsable des relations publiques, qui est bientôt renvoyé.
Sturmer est de facto le leader et le chef de file du groupe. Bien que Sturmer et Manning a été crédités chacun pour 50 % de leurs collaborations en matière d'écriture, les contributions de Sturmer étaient généralement musicales et lyriques, tandis que celles de Manning étaient uniquement musicales. Manning commente : « Andy était parfaitement capable d'écrire de grandes chansons complètes et finies tout seul : « Andy était parfaitement capable d'écrire seul de grandes chansons achevées et finies. Je pouvais écrire des paroles, mais c'était un processus laborieux : « Ce n'est pas une collaboration à tous les niveaux. J'écris toutes les paroles, mais nous écrivons la musique ensemble. Roger et moi écrivons en embellissant les idées de l'autre, comme si nous peignions un tableau. Nous avons grandi ensemble et nous avions beaucoup de disques identiques dans notre collection, donc nous n'avons pas besoin de nous expliquer mutuellement nos idées décalées ».

### Bellybutton
Jellyfish enregistre son premier album Bellybutton aux Schnee Studios à Hollywood avec le producteur Albhy Galuten, mieux connu pour son travail avec les Bee Gees sur Saturday Night Fever, et l'ingénieur Jack Joseph Puig,. De manière inhabituelle, les démos du groupe étaient presque aussi abouties que les enregistrements en studio. Manning explique que le groupe apportait un soin particulier à l'écriture et à l'arrangement des morceaux en raison du stress lié aux coûts horaires des studios, parce qu'ils voulaient utiliser ce temps pour expérimenter musicalement, et parce que « Andy et moi devions être convaincus à 100 % que cette [chanson] fonctionnait. Elle va en fait quelque part. Nous pensons qu'elle est maintenant suffisamment étoffée pour que nous soyons confiants dans l'environnement du studio ». Aucun synthétiseur ou séquenceur n'est utilisé pour l'enregistrement. Le bassiste de Redd Kross Steve McDonald, qui a joué sur l'album, déclare que Manning voulait que l'album sonne « quelque part entre Queen et The Partridge Family ».

### Spilt Milk
Alors que Jellyfish gagne en prestige auprès des initiés de l'industrie, beaucoup commencent à solliciter le groupe pour des collaborations, notamment l'actrice et chanteuse Kim Basinger et Curt Smith de Tears for Fears. Après la tournée, Bellybutton, Sturmer et Manning travaillent avec Ringo Starr pour son album solo Time Takes Time, sorti en 1992. Cinq chansons sont écrites pour Starr, mais une seule est utilisée (I Don't Believe You). Sturmer et Manning apparaissent également dans le clip vidéo de la chanson Weight of the World de Starr. Ils sont ensuite invités à travailler avec Brian Wilson des Beach Boys. L'une des deux chansons sur lesquelles ils travaillent, Wish it Would Rain, apparait plus tard sur l'album solo de Manning, Solid State Warrior (2005), bien que les contributions de Wilson ont été omises. Le groupe contribue également à la chanson Ignorance Is Bliss, inspirée de Mario, à la compilation Nintendo sortie en 1991 : White Knuckle Scorin'. Pour les MTV Video Music Awards de 1992, Sturmer et Manning soutiennent William Shatner alors qu'il chantait les nominations de la meilleure chanson .
En 1994, Jellyfish contribue à une reprise de Think About Your Troubles de Harry Nilsson pour l'album hommage For the Love of Harry : Everybody Sings Nilsson (1995). Leur contribution est une demande personnelle de Nilsson, qui est un fan du groupe. Selon Manning, Nilsson rencontre le groupe lors d'un concert à Los Angeles, et « nous avons tous convenu que nous devrions nous rencontrer et écrire bientôt. Six semaines plus tard, il est décédé. »

### Séparation
Pendant la tournée de Spilt Milk, Sturmer et Manning s'éloignent de plus en plus en tant qu'amis. De retour chez eux, les deux auteurs-compositeurs écrivent indépendamment pour un troisième album, provisoirement intitulé Nausea Trois. À ce moment-là, ils s'éloignent musicalement. Manning se souvient qu'auparavant, ils se rapprochaient autour d'albums tels que Ram de Paul McCartney ou Odessey and Oracle des Zombies ; cependant, « il était clair que rien de tout cela ne se produisait plus ». Il déclare qu'il « redécouvrait mon amour pour [...] la pop mélodique amusante et pleine d'énergie, avec de l'attitude. Et Andy était Leonard Cohen. Lorsque Sturmer lui présente une ballade country, il est en conséquence « en larmes parce que je n'avais aucun intérêt à l'enregistrer. » Sturmer estime que Manning dépasse le stade du partenariat et, pour sa part, craint que les nouvelles chansons de Manning n'incitent les journalistes à comparer sans cesse le groupe à Alice Cooper.

## Discographie

### Albums studio
- 1990 : Bellybutton
- 1993 : Spilt Milk

### Albums live
- 2012 : Live at Bogart's
- 2013 : Radio Jellyfish